# Scotssprachige Wikipedia
Die Scotssprachige Wikipedia ist die scotssprachige Ausgabe der freien Online-Enzyklopädie Wikipedia. Sie wurde am 23. Juni 2005 gegründet und erreichte im Februar 2006 1000 Artikel sowie 5000 Artikel im November 2010. Im Januar 2025 enthielt sie etwa 34000 Artikel.
Die scotssprachige Wikipedia ist eine von zehn Wikipedias, die in einer anglischen Sprache oder einem englischbasierten Pidgin bzw. Kreol geschrieben sind. Dazu gehören die englischsprachige Wikipedia, die Simple-English-Wikipedia, die altenglischsprachige Wikipedia, die Pitkern-Norfuk-Wikipedia, die Tok-Pisin-Wikipedia, die jamaikanisch-kreolische Wikipedia, die Sranantongo-Wikipedia, die Nigerianisches-Pidgin-Wikipedia und die Ghanaisches-Pidgin-Wikipedia.

## Kritik an der Sprachqualität
Im August 2020 erregte die Seite Aufmerksamkeit, nachdem ein Reddit-Post darauf hinwies, dass ein Großteil der Artikel in schlechtem Scots verfasst war. Diese Artikel wurden von einem einzigen produktiven Beitragenden verfasst, einem amerikanischen Jugendlichen, der die Sprache nicht beherrschte. Über 23.000 Artikel, etwa ein Drittel der gesamten scotssprachigen Wikipedia zu diesem Zeitpunkt, wurden von diesem Nutzer erstellt. Viele dieser Texte wurden als „Englisch mit schottischem Akzent“ beschrieben, mit unsinnigen Wörtern und falscher Orthografie. Diese Aufmerksamkeit führte zu einer Überprüfung der Inhalte durch Scots-Sprecher sowie durch die Wikipedia-Community. Viele der Artikel wurden gelöscht, was zu einem Rückgang der Gesamtzahl von etwa 55.000 im Jahr 2018 auf etwa 40.000 im Jahr 2021 führte. Nach öffentlichem Protest veröffentlichte der Benutzer eine Entschuldigung.

## Frühere Reaktionen
Bis Februar 2008 enthielt die Seite 2200 Artikel und überholte die Maori-Wikipedia und die kashmirische Wikipedia. Die Reaktionen waren jedoch gemischt: Der Literaturredakteur von Scotland on Sunday nannte die Sprache der scotssprachigen Wikipedia „verworren im besten Fall und eine absolute Parodie im schlimmsten Fall“, während Ted Brocklebank von den Schottischen Konservativen es als „billigen Versuch, eine Sprache zu erschaffen“ bezeichnete. Hingegen verteidigte Chris Robinson, Direktor des Dictionary of the Scots Language, das Projekt: „Die Tatsache, dass es erfolgreich ist, widerlegt alle, die Schottisch schlechtreden.“